# Sophie Postel-Vinay
Sophie Postel-Vinay est médecin-chercheur à l’Institut Gustave Roussy où elle dirige une équipe ATIP-Avenir depuis 2018, avec une labellisation ARC recherche fondamentale, attribuée en 2019. Elle travaille sur l’oncologie et le développement de nouveaux médicaments. Elle est lauréate 2019 du prix Irène-Joliot-Curie dans la catégorie « jeune femme scientifique ».

## Biographie
Sophie Postel-Vinay est diplômée de l'Université René Descartes Paris V en 2010. Dans le cadre d’un master 2 dans l’équipe d’Olivier Delattre à l’Institut Curie, elle a contribué à un travail de génétique humaine important sur le sarcome d'Ewing qui a abouti à l’identification de loci associés au risque de développer cette tumeur pédiatrique (publié dans la revue Nature Genetics en 2012). Après son internat, elle a fait une thèse de sciences à l’Institute of Cancer Research, à Londres, dans l’équipe d’Alan Ashworth, portant sur la réparation de l'ADN et la létalité synthétique.  Elle termine son stage post-doctoral à Paris et  passe 18 mois au Royal Marsden Hospital (en)  de Londres dans l'unité de développement de médicaments du professeur Stan Kaye.
Chef de clinique au département d’Innovation thérapeutique et d’Essais précoces
(DITEP) de l' Institut Gustave-Roussy, pendant deux ans, Sophie Postel-Vinay est actuellement (en 2019) médecin-chercheur au département de développement de médicaments et à l'unité de recherche INSERM U981 de l'Institut Gustave-Roussy, où elle dirige depuis janvier 2018 un groupe de recherche indépendant,  grâce à une bourse ATIP-Avenir INSERM/CNRS.
Son activité de recherche se concentre sur le remodelage de la chromatine et son interaction avec la réparation des dommages à l'ADN et la modulation immunitaire dans les modèles de cancer tumoral solide.  Ses intérêts de recherche comprennent, en plus de la réparation de l'ADN et du remodelage de la chromatine et la létalité synthétique, le sarcome, le développement de médicaments, les biomarqueurs prédictifs et les nouvelles cibles.
Postel-Vinay est membre de l'Association américaine pour la recherche sur le cancer AACR et de l'American Society of Clinical Oncology (ASCO), dont elle a reçu un prix du mérite en 2010. Elle est également membre de la Société européenne d'oncologie médicale (ESMO), a été représentante des jeunes oncologues français au Young Oncologists Committee (YOC) de l'ESMO de 2013 à 2016 et a reçu la bourse de recherche translationnelle de l'ESMO pour son doctorat.
Sophie Postel-Vinay a reçu le prix « Sœurs Lucie et Olga Fradiss », de la Fondation de France en reconnaissance de ses contributions. Elle est lauréate 2019 du prix Irène-Joliot-Curie dans la catégorie « jeune femme scientifique ».